# Liste der National Historic Landmarks in Arizona
Die Liste der National Historic Landmarks in Arizona ist eine Denkmalliste von derzeit 41 vom US-Innenministerium als National Historic Landmark (NHL) anerkannten Stätten und Denkmälern von nationaler Bedeutung im Bundesstaat Arizona. Sie werden vom National Park Service verwaltet.
In der Liste mitgezählt ist der Hoover Dam, der sich von Nevada nach Arizona erstreckt und die Yuma Crossing and Associated Sites, die auch nach Kalifornien hineinragen. Die Mission San Xavier del Bac war im Oktober 1960 das erste National Historic Landmark Arizonas, das letzte ist die Sage Memorial Hospital School of Nursing, die im Januar 2009 ernannt wurde.

## Legende
| NHL   | National Historic Landmark          |
| NHLD† | National Historic Landmark District |
| NHS   | National Historic Site              |
| NMON  | National Monument                   |
| NMEM  | National Memorial                   |

## Aktuelle National Historic Landmarks
| [ 1 ] | Name                                        | Bild                                   | Ernennungsdatum | Ort                                     | County                      | Beschreibung |
| 1     | Air Force Facility Missile Site 8           | Eine ICBM im Silo des Museums          | 19. Apr. 1994   | Green Valley                            | Pima                        | Letzte erhaltene Titan II Raketen-Abschussbasis; inaktiv |
| 2     | Awatovi Ruins                               |                                        | 19. Juli 1964   | Keams Canyon                            | Navajo                      | Ruinen eines 500 Jahre alten Pueblo, der von Francisco Vásquez de Coronados Leuten 1540 besucht wurde |
| 3     | Casa Malpais Site                           |                                        | 19. Juli 1964   | Springerville                           | Apache                      | Ruine, errichtet um 1250 A.D.; unbewohnt seit etwa 1440 A.D |
| 4     | Mary Jane Colter Buildings                  | Desert View Watchtower                 | 28. Mai 1987    | Südrand des Grand Canyon National Park  | Coconino                    | Dort: - Desert View Watchtower - Hermit's Rest - Hopi House - The Lookout |
| 5     | Desert Laboratory                           |                                        | 21. Dez. 1965   | Tucson                                  | Pima                        | 1903 gegründet, um durch Langzeitexperimente die Anpassung von Pflanzen an eine wüstenhafte Umgebung zu überprüfen; das Laboratorium hat entscheidend zur Entstehung der Ökologie als Wissenschaft beigetragen. Teil der University of Arizona |
| 6     | Double Adobe Site                           |                                        | 20. Jan. 1961   | Douglas                                 | Cochise                     | Archäologische Stätte, an der sich die Cochise-Kultur entwickelte |
| 7     | El Tovar Hotel                              |                                        | 28. Mai 1987    | Grand Canyon Village                    | Coconino                    | Klassische Unterkunft am Südrand des Grand Canyon |
| 8     | Fort Bowie National Historic Site           | Ruine von Fort Bowie                   | 19. Dez. 1960   | Bowie                                   | Cochise                     | Zum Gedenken an den Konflikt zwischen den Chiricahua-Apachen und dem Militär der USA, bewahrt die Ruinen von Fort Bowie |
| 9     | Fort Huachuca                               | Historic Commanding Officer’s quarters | 11. Mai 1976    | Sierra Vista                            | Cochise                     | Zum Gedenken an die Buffalo Soldiers |
| 10    | Gatlin Site                                 |                                        | 19. Juli 1964   | Gila Bend                               | Maricopa                    | Bewahrt ein Hohokam Plattform-Mound, Erdhäuser, Ballspielhöfe und prähistorische Kanäle |
| 11    | Grand Canyon Depot                          | Grand Canyon Depot                     | 28. Mai 1987    | Grand Canyon Village                    | Coconino                    | 1909–10 errichtete Eisenbahnstation für die Atchison, Topeka and Santa Fe Railway |
| 12    | Grand Canyon Lodge                          |                                        | 28. Mai 1987    | Nordrand des Grand-Canyon-Nationalparks | Coconino                    | Unterkunft am Bright Angel Point, am Nordrand des Grand Canyon |
| 13    | Grand Canyon Park Operations Building       |                                        | 28. Mai 1987    | Grand Canyon Village                    | Coconino                    | Gebäude des National Park Service; errichtet 1929; entworfen, um mit der natürlichen Umgebung zu verschmelzen |
| 14    | Grand Canyon Power House                    |                                        | 28. Mai 1987    | Grand Canyon Village                    | Coconino                    | Form versteckt Funktion. |
| 15    | Grand Canyon Village                        |                                        | 18. Feb. 1987   | Grand Canyon Village                    | Coconino                    | Geplante Stadt, beispielhaft für urbane Planung und ökologische Sensibilität |
| 16    | Hoover Dam                                  |                                        | 20. Aug. 1985   | Lake Mead National Recreation Area      | Mohave und Clark, Nevada    | Historische Staumauer mit Kraftwerk und Stausee |
| 17    | Hubbell Trading Post National Historic Site | Inneres des Handelspostens             | 12. Dez. 1960   | Ganado                                  | Apache                      | Begegnungsstätte zweier Kulturen, der Navajo und der europäischen Siedler |
| 18    | Jerome Historic District                    |                                        | 13. Nov. 1966   | Jerome                                  | Yavapai                     | Kupferminen-Stadt |
| 19    | Kinishba Ruins                              |                                        | 19. Juli 1964   | Whiteriver                              | Gila                        | Große Pueblo-Ruine |
| 20    | Lehner Mammoth-Kill Site                    |                                        | 28. Mai 1967    | Hereford                                | Cochise                     | Stätte Clovis-Kultur zum Schlachten von Mammuts |
| 21    | Los Santos Ángeles de Guevavi               |                                        | 21. Dez. 1965   | Nogales                                 | Santa Cruz                  | Ruine einer spanischen Missionskirche; gegründet 1691 |
| 22    | Lowell Observatory                          |                                        | 21. Dez. 1965   | Flagstaff                               | Coconino                    | Observatorium, in dem Pluto entdeckt wurde |
| 23    | C. Hart Merriam Base Camp Site              |                                        | 21. Dez. 1965   | Flagstaff                               | Coconino                    | Arbeitsstätte von C. Hart Merriam, bahnbrechender Öko-Biologe |
| 24    | Navajo Nation Council Chamber               |                                        | 18. Aug. 2004   | Window Rock                             | Apache                      | Zentrum der Regierung der Navajo-Nation. |
| 25    | Old Oraibi                                  | Oraibi, circa 1899                     | 19. Juli 1964   | Oraibi                                  | Navajo                      | Historisches Hopi-Dorf |
| 26    | Painted Desert Inn                          | Painted Desert Inn                     | 28. Mai 1987    | Petrified Forest National Park          | Apache                      | Lodge im Petrified Forest National Park |
| 27    | Phelps Dodge General Office Building        |                                        | 4. Mai 1983     | Bisbee                                  | Cochise                     | Hauptquartier der Phelps Dodge Mining Company zwischen 1896 und 1961 |
| 28    | Point of Pines Sites                        |                                        | 19. Juli 1964   | Morenci                                 | Graham                      | Gruppe archäologischer Stätten, die mit den Anasazi-, Mogollon- und Hohokamkulturen verbunden sind |
| 29    | Pueblo Grande Ruin and Irrigation Sites     |                                        | 19. Juli 1964   | Phoenix                                 | Maricopa                    | Ruine eines großen Pueblo mit einer angeschlossenen Bewässerungsanlage der Hohokam-Pima |
| 30    | Sage Memorial Hospital School of Nursing    |                                        | 16. Jan. 2009   | Ganado                                  | Apache                      | |
| 31    | San Bernardino Ranch                        |                                        | 19. Juli 1964   | Douglas                                 | Cochise                     | Historische Viehranch |
| 32    | San Cayetano de Calabazas                   | Ruinen des Missionsgeländes            | 14. Dez. 1990   | Nogales                                 | Santa Cruz                  | Spanische Mission, die auch als Calabasas bekannt ist |
| 33    | San Xavier del Bac Mission                  |                                        | 9. Okt. 1960    | Tucson                                  | Pima                        | Spanische Mission, gegründet 1699 |
| 34    | Sierra Bonita Ranch                         |                                        | 19. Juli 1964   | Bonita                                  | Cochise und Graham          | erste dauerhafte amerikanische Vieh-Ranch in Arizona |
| 35    | Snaketown                                   |                                        | 29. Apr. 1964   |                                         | Pinal                       | Archäologische Überreste der Hohokamkultur |
| 36    | Taliesin West                               |                                        | 20. Mai 1982    | Scottsdale                              | Maricopa                    | Winterwohnhaus des Architekten Frank Lloyd Wright |
| 37    | Tombstone Historic District                 | Allen Street                           | 4. Juli 1961    | Tombstone                               | Cochise                     | Klassische Minen-Boomtown im Wilden Westen, Ort des OK-Corral |
| 38    | Tumacacori Museum                           | Mission San José de Tumacácori         | 28. Mai 1987    | Tumacacori-Carmen                       | Santa Cruz                  | Museum der Spanischen Missionen, das selbst eine architektonische Sehenswürdigkeit ist |
| 39    | Ventana Cave                                |                                        | 20. Jan. 1964   | Santa Rosa                              | Pima                        | Archäologische Stätte, welche die Besiedelung durch Ureinwohner seit 4000 Jahren zeigt |
| 40    | Winona Site                                 |                                        | 19. Juli 1964   | Winona                                  | Coconino                    | Archäologische Stätte; bezeugt kulturellen Wandel durch die Eruption des Sunset-Kraters |
| 41    | Yuma Crossing and Associated Sites          |                                        | 13. Nov. 1966   | Yuma und Winterhaven, Kalifornien       | Yuma Imperial (Kalifornien) | Archäologische und historische Stätte; mit Yuma Quartermaster Depot und Gefängnis Arizona Territorial Prison |

## Historische Gebiete im National Park System in Arizona
Einige Nationale Historische Stätten, National Historische Parks, Nationale Monumente und andere Stätten sind im National Park System als historische Sehenswürdigkeiten von nationaler Bedeutung aufgelistet, die bereits vor dem Inkrafttreten des National Historic Landmarks-Programms 1960 besonders geschützt waren und werden daher oft auch als National Historic Landmarks bezeichnet. Hiervon gibt es 14 in Arizona. Der National Park Service listet diese 14 zusammen mit den NHLs Arizonas auf.
Hohokam Pima National Monument, Fort Bowie National Historic Site und Hubbell Trading Post National Historic Site sind auch NHLs und bereits oben aufgelistet. Die anderen 11 sind:
|    | Name                                | Bild                          | Ernennungsdatum | Ort          | County     | Beschreibung |
| -- | ----------------------------------- | ----------------------------- | --------------- | ------------ | ---------- | --- |
| 1  | Canyon de Chelly National Monument  |                               |                 | Chinle       | Apache     | Navajo Tribal Trust Land, bewahrt Artefakte der indigenen Völker.                                                   |
| 2  | Casa Grande Ruins National Monument |                               |                 | Coolidge     | Pinal      | Ruinen der Hohokam-Kultur. Geschützt seit 1932 durch einen großen Pavillon.                                         |
| 3  | Coronado National Memorial          |                               |                 | Sierra Vista | Cochise    | Gedenkt der ersten Expedition in den Südwesten durch Conquistador Francisco Vásquez de Coronado.                    |
| 4  | Montezuma Castle National Monument  | Ansicht der Burg              |                 | Camp Verde   | Yavapai    | Gut erhaltene Felsenwohnungen, von den vorkolumbianischen Sinagua um 1400 AD errichtet.                             |
| 5  | Navajo National Monument            |                               |                 | Window Rock  | Navajo     | Bewahrt drei der besterhaltenen Felsenwohnungen cliff dwellings der Hisatsinom.                                     |
| 6  | Pipe Spring National Monument       |                               |                 | Fredonia     | Mohave     | 1856 entdeckt und benannt durch Missionare der Heiligen der Letzten Tage. Mormonen-Ranch der 1860er. Fort von 1872. |
| 7  | Tonto National Monument             |                               |                 | Roosevelt    | Gila       | Gut erhaltene Felsenwohnungen, von der Salado-Kultur während des 13., 14., und frühen 15. Jahrhunderts bewohnt.     |
| 8  | Tumacacori National Historical Park |                               |                 | Nogales      | Santa Cruz | Zwei Missionen und ein Museum, die oben aufgelistet sind, sowie eine Mission, die nicht NHL-gelistet ist.           |
| 9  | Tuzigoot National Monument          | Tuzigoot National Monument    |                 | Clarkdale    | Yavapai    | Zwei bis drei Pueblo-Ruinen                                                                                         |
| 10 | Walnut Canyon National Monument     | Walnut Canyon-Felsenwohnungen |                 | Flagstaff    | Coconino   | 25 Felsenwohnungs-Räume der Sinagua                                                                                 |
| 11 | Wupatki National Monument           |                               |                 | Flagstaff    | Coconino   | Siedlung der Pueblovölker Sinagua, Cohonina und Kayenta Anasazi                                                     |